# Président du comité de la politique et des ressources de Guernesey
Le président du comité de la politique et des ressources de Guernesey (en anglais : President of the Policy and Resources Committee of Guernsey) est le chef du gouvernement du bailliage de Guernesey.

## Historique
À la suite d'une réforme des institutions de Guernesey adoptée en 2015, la fonction est créée le 1er mai 2016. Elle remplace celle de ministre en chef.

## Liste des titulaires
| No | Portrait             | Titulaire (Naissance-mort)        | Élection | Mandat           | Mandat           | Mandat                    | Parti politique | Parti politique |
| No | Portrait             | Titulaire (Naissance-mort)        | Élection | Début            | Fin              | Durée                     | Parti politique | Parti politique |
| -- | -------------------- | --------------------------------- | -------- | ---------------- | ---------------- | ------------------------- | --------------- | --------------- |
| 1  | Gavin St Pier        | Gavin St Pier (en) (né en 1967)   | 2016     | 4 mai 2016       | 16 octobre 2020  | 4 ans, 5 mois et 12 jours |                 | Indépendant     |
| 2  | Peter Ferbrache      | Peter Ferbrache (en) (né en 1951) | 2020     | 16 octobre 2020  | 13 décembre 2023 | 3 ans, 1 mois et 27 jours |                 | Indépendant     |
| 3  | Lyndon Trott         | Lyndon Trott (né en 1964)         | —        | 13 décembre 2023 | 1er juillet 2025 | 1 an, 6 mois et 18 jours  |                 | Future Guernsey |
| 4  | Lindsay de Sausmarez | Lindsay de Sausmarez (née en )    | 2025     | 1er juillet 2025 | en fonction      | 12 jours                  |                 | Indépendante    |